# Chiropsalmus quadrumanus
Chiropsalmus quadrumanus (Müller, 1859) é um animal pelágico do filo Cnidaria, da classe Cubozoa, um cubozoário. A espécie está distribuída no Oceano Atlântico oeste, desde a Carolina do Norte (EUA) até Santa Catarina (Brasil), em clima tropical ou sub-tropical. Sua picada é venenosa e perigosa para humanos, especialmente crianças. O gênero Chiropsalmus apresenta uma história taxonômica complexa que inclue registros duvidosos, como sua ocorrência nos Oceanos Pacífico e Índico.

## Ecologia
A distribuição espacial dos cubozoários é pouco conhecida, especialmente em escalas geográficas mais amplas, como províncias e ecorregiões. Chiropsalmus quadrumanus (Müller, 1859) é uma espécie distribuída no Atlântico oeste, desde a Carolina do Norte (EUA; 35°N) até Santa Catarina (Brasil; 23°S) e pode ser formada por espécies crípticas ao longo de sua distribuição. A variável ambiental que mais influencia a distribuição de C. quadrumanus é a batimetria. Os registros de C. quadrumanus indicam que a espécie tem preferência por ambientes rasos. Ocorre em climas tropicais e sub-tropicais. São sugeridos três nichos ecológicos diferentes para Chiropsalmus quadrumanus, um na América do Norte (EUA), outro do Caribe até Rio de Janeiro (BR) e, por fim, de São Paulo até Santa Catarina.  C. quadrumanus tem preferência por ambientes rasos e prefere as temperaturas mais quentes. Quanto a sazonalidade, a espécie ocorre desde o final da primevera/início do verão até o final do verão/início do inverno, no Brasil a sazonalidade não é bem definida. Em oceanos tropicais, a dinâmica sazonal das comunidades são mais difíceis de identificar e menos acentuadas do que as observadas em ecossistemas aquáticos temperados, sendo determinadas principalmente pela influência local das estações seca e chuvosa e pelos fenômenos oceanográficos regionais.

## Descrição
C. quadrumanus é uma medusa transparente, incolor ou esbranquiçada, em forma de cubo, com um diâmetro, em adultos, de aproximadamente 10-11 centímetros, e altura, entre 9-10 centímetros. A umbrela é quase cúbica, com a face aboral abaulada e arestas arredondadas. Exumbrela generosamente polvilhada de pequenas e salientes verrugas de nematocistos moderadamente em maior concentração próximas ao velarium. Os quatro pedalia interradiais, têm basicamente o mesmo comprimento da umbrela, sua mesogleia é muito mais rija do que a das demais partes do animal e tem quase a consistência de cartilagem hialina. O pedalium como um todo apresenta duas metades simétricas cujo plano de simetria tem posição radial em relação à umbrela. cada pedalium tem um prolongamento carinato ao longo de sua margem radial externa e arredondado ao longo de sua margem interna. Possui cerca de 7 prolongamentos (dedos gelatinosos) que terminam, todos, em tentáculos ocos, densamente guarnecidos com anéis de cnidocistos. A cavidade dos tentáculos é uma continuação direta do sistema de canais que atravessa o pedalium e os prolongamentos. 0 sistema de canais do pedalium esta em comunicação direta com o divertículo gástrico por meio de um orifício muito pequeno na base do pedalium.
Os quatro orgãos sensoriais, em posição perradial, estão localizados num nicho profundo em comunicação com o exterior por meio de amplo orifício reniforme. Cada ropálio contém seis olhos de quatro tipos morfologicamente diferentes (dois ocelos em forma de fossa, dois ocelos em forma de fenda, um olho com lente superior e um olho com lentes mais em baixo), além de um grande estatocisto. Os olhos com lentes são olhos tipo câmera com córnea, retina e lente. Os ocelos tipo fenda e tipo fosso contém células fotorreceptoras juntamente com células não sensoriais e estão posicionados lateralmente.
O velarium, amplo, é sustentado por 4 frênulos, nele penetram 8 bolsas gástricas adradiais das quais se ramificam inúmeros canais de maneira que todo o velarium é tomado por ramificações da cavidade gastrovascular. O comprimento do manúbrio é quase igual ao da metade da cavidade subumbrelar; ocorrem quatro lábios simples. O estômago tem a forma de um trêvo de quatro fôlhas, sendo que dos 4 divertículos estomacais perradiais saem oito sacos cônicos , salientes na cavidade subumbrelar, seu comprimento é igual ao do manúbrio. 4 pares de gônadas se distribuem em ambos os lados dos canais radiais. Os tentáculos gástricos são amarelados ou rosa pálidos e reunidos em quatro tufos interradiais , cada filamento tem entre 5 e 7mm de comprimento, são muito finos, e, no conjunto, cada tufo tem a forma de uma meia-lua.
- Vanucci, M. (1954)Vanucci, M. (1954)
- Esboço Ropálio

A - Corte no nível do estômago cruciforme, com divertículos interradiais. As linhas contínuas: epiderme. As linhas tracejadas: gastroderme. Cavidade gastrovascular em branco. Pontilhado: mesogleia. As flechas indicam a posição dos planos perradiais. A linha irregular ao longo das bolsas estomacais, na mesogleia, indioa as gônadas.
B - Corte no nível dos divertículos ou bolsas gástricas já individualisadas. O formato cruciforme do manóbrio indica a posição dos planos de simetria. Os lábios são perradiais. Na exumbrela são nítidos os 4 sulcos interradiais e os 8 adradiais, assim como as 4 faixas epidérmicas longitudinais em posição interradial que atravessam a mesogleia da umbrela. A cavidade gaatrovascular e a da subumbrela foram ambas deixadas em branco. As gônadas sâo representadas por linhas irregulares ao longo das bolsas gástricas, salientes na cavidade subumbrelar.
C - Corte ao nível das oito projeções cônicas subumbrelares. As projeções cônicas subumbrelares são formadas por um cône de mesogleia revestido pela epiderme da subumbrela, havendo entre os dois tecidos um divertículo cilíndrico da cavidade gastrovascular, cujas paredes são evidentemente formadas por gastroderme.
D - Os ropálios são representados como meias-luas, sua posição é perradial. A base de inserçâo dos pedália está em posição interradial, no sulco interradial . Dos, dois lados do mesmo, os dois sulcos adradiais.
E - À direita, na figura, corte longitudinal esquemático, perradial. Na bolsa gástrica sâo representados os filamentos gástricos. Lábios do manúbrio e ropálios também sâo representados. À esquerda, corte longitudinal combinado. A linha epidérmica que percorre a mesogleia é interradial, assim como o corte do pedalium e de seu divertículo ímpar. Os demais divertículos do pedalium e a cavidade gastrovascular que percorre o velarium para baixo e a espessura da mesogleia da umbrela para cima, encontram-se num plano ao lado do plano rigorosamente interradial.
F - Ropálio: (1) Haste; (2) Dois ocelos tipo Fossa; (3) Olho tipo câmera superior; (4) Dois ocelos tipo Fenda; (5) Olho tipo câmera inferior; (6) Lente; (7) Camada pigmentada; (8) Estatocisto. Existem 4 ropálios, um em cada canto do corpo da medusa em forma de cubo. Cada ropálio paira preso por uma haste da borda da medusa. A função do estatocisto pode ser a de garantir que os olhos estejam sempre orientados da mesma maneira, independentemente de como o corpo da medusa é inclinado.